# Кулик Іван Юліанович
Іва́н Юліа́нович Кули́к (за паспортом — Ізраїль Юделевич Кулик; 14 (26) січня 1897, м. Шпола, тепер Черкаської області, Україна — розстріляний 10 жовтня 1937, Київ, УРСР) — український письменник, поет, прозаїк, перекладач, партійний і громадський діяч єврейського походження. Літературні псевдоніми — Р. Ролінато, Василь Роленко, Ральф К. Ролінато. Кандидат у члени ЦК КП(б)У в листопаді 1927 — січні 1934 року. Член ЦК КП(б)У в січні 1934 — серпні 1937 року.

## Життєпис
Народився в родині вчителя. Закінчив 4-класне училище в Умані, куди переїхали батьки.
Перший вірш російською мовою надруковано 1911 в уманській газеті «Провинциальный голос».

Іван Кулик виступає на XIII з'їзді Рад УСРР (Київ, січень 1935)

1911 року вступив до художнього училища в Одесі, але 1914 разом із родиною виїхав до США. Працював на фабриках і шахтах Пенсільванії, друкував вірші російською мовою в соціал-демократичній газеті «Новый мир». 1914 вступив до РСДРП(б).
Навесні 1917-го через Далекий Схід і Сибір повернувся в Україну. У Києві став членом ревкому. У грудні 1917 обрано членом ЦВК Рад і першого Радянського уряду України (очолив Народний секретаріат закордонних справ). Улітку 1918 разом з Віталієм Примаковим брав участь у створенні бойових частин Червоного козацтва.
Від травня 1921 до травня 1922 — секретар повіткому КП(б)У в Кам'янці-Подільському. Тут редагував газету «Червона правда», одночасно викладав історію в інституті народної освіти. Для «Сторінки молоді» в газеті «Червона правда» написав вірш «Зелене серце» (1921).
У 1924–1926 роках — консул СРСР у Канаді. З листопада 1926 року — заступник уповноваженого Народного комісаріату закордонних справ СРСР при Раді народних комісарів Української СРР.
Від 15 вересня 1930 до червня 1932 — секретар райкому КП(б)У в Кам'янці-Подільському.
Був одним із керівників Всеукраїнської спілки пролетарських письменників, а після літературно-художньої реорганізації у 1934 очолив Спілку радянських письменників України. Від 1935 він ще й одночасно керував Держполітвидавом України, редагує «Літературну газету» та журнал «Радянська література».
Був одружений з українською письменницею Люціаною Карлівною Піонтек (1899–1937), німкенею за походженням. Мешкав в будинку Слово у Харкові, після переїзду в Київ — у будинку письменників Роліт, де йому встановлено пам'ятну дошку.

### Арешт та загибель
На день арешту, 27 липня 1937 року, Іван Кулик — член ЦК КП(б)У і ЦВК УРСР, директор Партвидаву ЦК ВКП(б)У. Уже на першому допиті він «дав» начальнику III відділення УДБ НКВС УРСР комісарові Держбезпеки Стирне і помічникові начальника відділення III відділу молодшому лейтенантові Держбезпеки Перцову такі зізнання: «…Я настільки зрісся з українськими націоналістами, що коли Кость Котко і Яловий запропонували мені — єврею — вступити до української націоналістичної контрреволюційної організації, я розцінив це як висунення мене на роль „рятувальника“ українського народу. Це імпонувало моїй амбіції. Не задумуючись, я погодився брати участь в організації…»
І далі: «…Після Постанови ЦК ВКП(б) від 23 квітня 1932 р. про перебудову літературно-художніх установ я за вказівкою організації став добиватися мого призначення на пост Голови Спілки радянських письменників України. В червні того ж року я одержав таке призначення. Пробравшись до керівництва Спілки, я за завданням організації продовжував ту ж саму лінію — на породження серед чесних радянських письменників невдоволення і злоби супроти партії і Радянської влади. Я оточив себе націоналістами, передавши їм — насамперед Остапові Вишні — фактичне керівництво оргкомітетом…»
В обвинувальному висновку відзначалося й таке: «…із 1925 р. був агентом англійської розвідки, якого завербували для роботи на користь Великої Британії представники „Інтелідженс сервіс“ в Канаді під час його перебування там в ранзі консула СРСР». Самого вироку закритого судового засідання в судово-слідчій справі немає. Але є довідка про те, що Іван Кулик 7 жовтня 1937 року «…осуджений за першою категорією… Вирок виконано 10 жовтня 1937 р».
Трохи раніше — 25 вересня 1937 року — було розстріляно його дружину Люціану Піонтек.
12 жовтня 1956 року Військова колегія Верховного Суду СРСР встановила, що письменника було заарештовано і розстріляно безпідставно, за сфальсифікованими матеріалами, а тому ухвалила: «Постанову НКВС СРСР і Прокурора СРСР від 7 жовтня 1937 р. щодо Кулика І. Ю. скасувати і справу за відсутністю складу злочину припинити».
Івана Кулика реабілітовано посмертно.

## Творчість
Першу збірку віршів «Мої коломийки» (1921) присвячено подіям громадянської війни в Україні. В наступній збірці «Зелене серце» (1923) оспівав перші успіхи соціалістичного будівництва, народження індустріальної України, «братнє єднання народів». Цій же темі присвячено поеми «Одужання» (1923) і «Ніагара» (1925), збірка віршів «В оточенні» (1927). У поемі «Чорна епопея» (1929) відтворив жахливі картини поневіряння негрів у Америці, злочини колонізаторів.
Останні твори почасти увійшли до книги «Шістнадцять морців» (Харків; Київ, 1934) та збірки «Змужніла молодість»(Одеса — Київ, 1935), а частково вийшли періодичним друком. Серед них можна виділити хвальну оду «Пісня про Щорсову славу» на честь 10-річчя Радянської України. Мріяв про велику поему «Кам'янець», але встиг лише опублікувати уривки «Зі вступу».
Кулик — автор прозових творів «Пригоди Василя Роленка» (1929), «Чотирнадцята люлька» (1932), «Записки консула» (1934). У перекладах Кулика вийшла «Антологія американської поезії» (1928), а також твори Миколи Тихонова, Едуарда Багрицького, Ніколоза Бараташвілі, Акопа Акопяна та ін.

## Вшанування пам'яті
Про письменника знято фільм «Іван Кулик» (1972, веде М. Костогриз).

## Публікації творів
- Поетична збірка «Мої коломийки». — Харків, 1921.
- Огляд революції на Україні. — Част. 1. — Харків, 1921.
- Поетична збірка «Зелене серце». — Харків, 1923.
- Поетична збірка «Одужання». — Харків, 1923.
- Одужання (Поема). «Червоний шлях» №1. — Харків, 1923.
- Одужання (Поема щоденник). «Червоний шлях». — Харків, 1923
- Нариси історії Комуністичної Партії (більшовиків) України. — Част. 1. — Харків, 1923 (у співавторстві з Матвієм Яворським).
- Прерії (Поема), 1927
- Поетична збірка «В оточенні». — Київ, 1927.
- Поетична збірка «Ніагара». — Київ, 1929.
- Поема «Чорна епопея». — Харків, 1929; друге вид. — Харків, 1934.
- Повість «Пригоди Василя Роленка в країні фейкерів». — Харків, 1929; друге вид. — Харків; Одеса, 1932.
- Чиказька трагедія. Звідки пішло святкування Першого травня. — Харків, 1929.
- Поетична збірка «Шість поем». — Харків, 1930.
- Поема «Карачай. Гірський примітив». — Харків, 1931.
- Віршоване оповідання для дітей «Про брук і молоток». — Харків, 1931.
- Поетична збірка «Ганька на трибуні. Цикл літагіток». — Харків, 1932.
- Збірка новел «Чотирнадцята люлька». — Харків, 1932; третє вид. — Харків, 1934.
- Роман «Записки консула» (кн. 1 — Харків; Київ, 1932; кн. 2 — Харків, 1934.
- Поема «Шістнадцять морців». — Харків; Київ, 1934.
- Поетична збірка «Змужніла молодість». — Київ; Одеса, 1935.
- Твори. — Т. 1. — Харків, 1932.
- Записки консула. — К., 1958.
- Стихотворения. Баллады. Поэмы / Перевод с украинского. — М., 1959.
- Вірші та поеми: Вибране. — К.: Радянський письменник, 1962. — 326 с.
- Записки консула / Перевод с украинского. — М., 1964.
- Поезії. — К., 1967.
- Антологія української поезії. — Т. 4. — К., 1985. — С. 137–145.
- Не ридай мене, мати; Пісня 45-го Кам'янецького гарматного полку. На могилі. Рання осінь на Дніпрі. Із старих зшитків // Літературна Україна. — 1987. — 5 листоп. — С. 7.
- Кулик І. Про брук і молоток / І. Кулик ; мал. Хотінка та Перешкольніка. — Київ : Молодий більшовик, 1931?. — 16 с. : іл.

## Переклади
- Антологія американської поезії. 1855—1925. — Харків, 1928.
- Поема Бруно Ясенського «Слово про Якуба Шелю». — Харків, 1930.
- Роман П. Дж. Вудгауза «Поет-журналіст». — Харків, 1928.
- Роман Джима Тюлі «Жебраки життя. Автобіографія босяка». — Харків, 1928.
- Роман Аніти Люс «Джентльмени воліють білявих». — Харків, 1930.
- Збірка поезій Майка Ґолда «120 000 000». — Харків, 1931.
- Збірка поезій Карла Сендберґа «Дим і криця». — Харків, 1931.
- Ніколоза Бараташвілі. «Поезії». — Харків, 1936.